# Aeropuerto de Ouarzazate
El Aeropuerto de Uarzazat (o de Ouarzazate), en árabe مطار ورزازات, es un aeropuerto situado en esta ciudad de Marruecos (IATA: OZZ, OACI: GMMZ).

## Aerolíneas y destinos

### Destinos nacionales
| Ciudades   | Aeropuerto                          | Aerolíneas      |
| Marruecos  | Marruecos                           | Marruecos       |
| ---------- | ----------------------------------- | --------------- |
| Casablanca | Aeropuerto Internacional Mohammed V | Royal Air Maroc |
| Tánger     | Aeropuerto de Tánger-Ibn Battuta    | Ryanair         |
| Zagora     | Aeropuerto de Zagora                | Royal Air Maroc |

### Destinos internacionales
| Ciudades por países | Nombre del aeropuerto                          | Aerolíneas |
| Europa              | Europa                                         | Europa     |
| ------------------- | ---------------------------------------------- | ---------- |
| España              |                                                |            |
| Barcelona           | Aeropuerto Josep Tarradellas Barcelona-El Prat | Ryanair    |
| Francia             |                                                |            |
| Marsella            | Aeropuerto de Marsella-Provenza                | Ryanair    |
| París               | Aeropuerto de París-Orly                       | Transavia  |
| Reino Unido         |                                                |            |
| Londres             | Aeropuerto de Londres-Stansted                 | Ryanair    |